# III Giochi olimpici invernali
I III Giochi olimpici invernali (in inglese: III Olympic Winter Games), noti anche come Lake Placid 1932, si sono svolti a Lake Placid (Stati Uniti d'America) dal 4 al 15 febbraio 1932.

## I Giochi

### Discipline
Ai III Giochi olimpici invernali si disputarono 14 eventi relativi a 7 discipline (raggruppate in 4 sport):
| Sport                   | Disciplina              | Maschile | Femminile | Misti | Totali |
| ----------------------- | ----------------------- | -------- | --------- | ----- | ------ |
| Bob                     | Bob                     | 2        |           |       | 2      |
| Hockey su ghiaccio      | Hockey su ghiaccio      | 1        |           |       | 1      |
| Pattinaggio su ghiaccio | Pattinaggio di figura   | 1        | 1         | 1     | 3      |
| Pattinaggio su ghiaccio | Pattinaggio di velocità | 4        |           |       | 4      |
| Sci nordico             | Combinata nordica       | 1        |           |       | 1      |
| Sci nordico             | Salto con gli sci       | 1        |           |       | 1      |
| Sci nordico             | Sci di fondo            | 2        |           |       | 2      |
| Totale                  | Totale                  | 12       | 1         | 1     | 14     |

Come sport dimostrativi furono presenti anche il curling, la corsa con i cani da slitta e il pattinaggio di velocità femminile.

### Calendario degli eventi
| Sport                   | Febbraio 1932 | Febbraio 1932 | Febbraio 1932 | Febbraio 1932 | Febbraio 1932 | Febbraio 1932 | Febbraio 1932 | Febbraio 1932 | Febbraio 1932 | Febbraio 1932 | Febbraio 1932 | Febbraio 1932 | Finali |
| Sport                   | 4             | 5             | 6             | 7             | 8             | 9             | 10            | 11            | 12            | 13            | 14            | 15            | Finali |
| ----------------------- | ------------- | ------------- | ------------- | ------------- | ------------- | ------------- | ------------- | ------------- | ------------- | ------------- | ------------- | ------------- | ------ |
| Cerimonia d'apertura    | A             |               |               |               |               |               |               |               |               |               |               |               |        |
| Bob                     |               |               |               |               |               | ●             |               |               |               |               |               | ●             | 2      |
| Hockey su ghiaccio      |               |               |               |               |               |               |               |               |               | ●             |               |               | 1      |
| Pattinaggio di figura   |               |               |               |               |               | ●             | ●             |               | ●             |               |               |               | 3      |
| Pattinaggio di velocità | ●●            | ●             |               |               | ●             |               |               |               |               |               |               |               | 4      |
| Combinata nordica       |               |               |               |               |               |               |               | ●             |               |               |               |               | 1      |
| Salto con gli sci       |               |               |               |               |               |               |               |               | ●             |               |               |               | 1      |
| Sci di fondo            |               |               |               |               |               |               | ●             |               |               | ●             |               |               | 2      |
| Cerimonie di chiusura   |               |               |               |               |               |               |               |               |               | C             |               |               |        |
| Finali                  | 2             | 1             |               |               | 1             | 2             | 2             | 1             | 2             | 2             |               | 1             | 14     |

## Risultati

### Medagliere

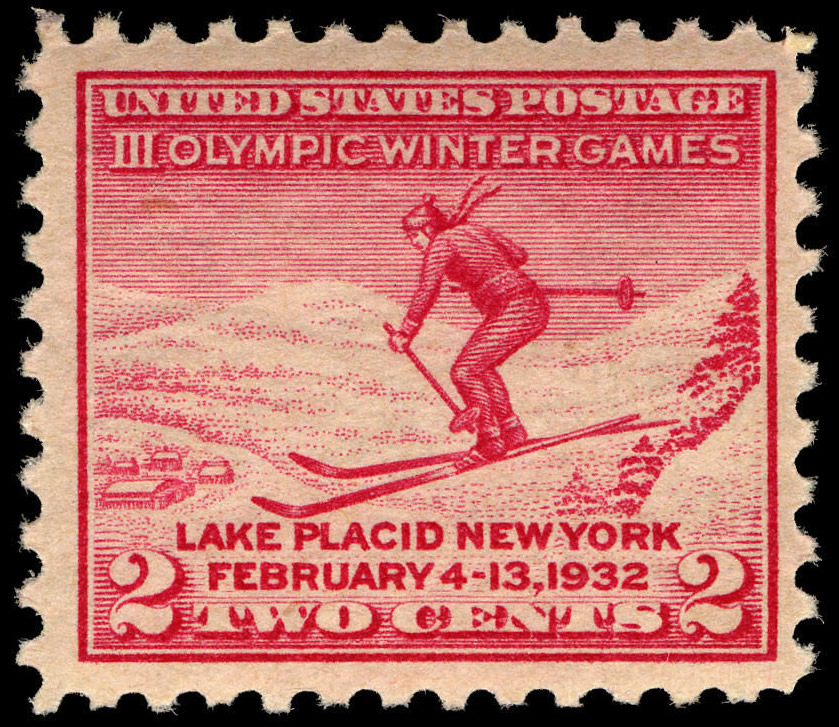
Un francobollo commemorativo delle Olimpiadi invernali 1932

| Posizione | Paese       |    |    |    | Totale |
| --------- | ----------- | -- | -- | -- | ------ |
| 1         | Stati Uniti | 6  | 4  | 2  | 12     |
| 2         | Norvegia    | 3  | 4  | 3  | 10     |
| 3         | Svezia      | 1  | 2  | 0  | 3      |
| 4         | Canada      | 1  | 1  | 5  | 7      |
| 5         | Finlandia   | 1  | 1  | 1  | 3      |
| 6         | Austria     | 1  | 1  | 0  | 2      |
| 7         | Francia     | 1  | 0  | 0  | 1      |
| 8         | Svizzera    | 0  | 1  | 0  | 1      |
| 9         | Germania    | 0  | 0  | 2  | 2      |
| 10        | Ungheria    | 0  | 0  | 1  | 1      |
| Totale    | Totale      | 14 | 14 | 14 | 42     |

### Protagonisti
- Sonja Henie (Norvegia, pattinaggio): a 19 anni, ma già alla sua terza olimpiade, si riconferma campionessa olimpica nel corcorso individuale femminile.
- Eddie Eagan (USA, bob): già campione olimpico nel pugilato ad Anversa nel 1920, è uno dei componenti della squadra statunitense che vince l'oro nel bob a quattro. È l'unico sportivo della storia ad aver vinto una medaglia d'oro olimpica sia in una disciplina estiva sia in uno sport invernale.